# Königreich Arktis
Königreich Arktis ist ein US-amerikanischer Dokumentarfilm. Er beschreibt das Leben der Eisbären und Walrosse in der Arktis und deren veränderte Lebensbedingungen vor dem Hintergrund der globalen Erwärmung. Kinostart war der 31. Oktober 2007.

## Handlung
Die Kamera begleitet exemplarisch das Leben des Eisbärenmädchens Nanu und des Walrossmädchens Seela. Daneben kommen Polarfüchse, Seehunde, Möwen, Narwale und Dickschnabellummen vor. Dargestellt wird das Aufwachsen der beiden Jungtiere Nanu und Seela sowie der veränderte Lebensraum der Tiere im Kontext der globalen Erwärmung.  Unter anderem werden die erschwerten Lebensbedingungen aufgrund des nicht mehr ausreichend oder erst Monate später zufrierenden Meereises sowie heftiger werdender Stürme gezeigt.

## Produktion
Über 15 Jahre arbeiteten die Filmemacher, das Ehepaar Adam Revetch und Sarah Robertson an der Fertigstellung dieser Produktion von National Geographic Films.  Neben dem aus Tier- und Dokumentarfilmern bestehenden Produktionsteam, waren die Autoren Linda Woolverton (Die Schöne und das Biest, Der König der Löwen), Kristin Gore (Tochter von Al Gore) und Mose Richards (arbeitete 20 Jahre lang mit Jacques Cousteau), sowie Komponist Alex Wurman (Die Reise der Pinguine)  an der Produktion von Königreich Arktis beteiligt.

## Kritiken
„Der sich als Naturdokumentation gebende Film gleicht eher einem durchaus unterhaltsamen Disney-Film, nur dass er statt Zeichentrick-Kreaturen mit echten Tieren aufwartet, die in eine von Menschen erdachte Abenteuergeschichte eingebunden werden. Ein Einblick ins arktische Leben wird dabei nicht vermittelt.“

„... is it worth watching? For those seeking insight into the scientific subtleties of climate change, no way. But for those seeking an entertaining way to impart the potentially disastrous affects of global warming on the next generation, most definitely. [...] Like March of the Penguins, Arctic Tale delivers breathtaking images.“

„Ist der Film sehenswert? Für diejenigen, die Einsichten in die wissenschaftlichen Feinheiten der globalen Erwärmung suchen, sicherlich nicht. Aber für diejenigen, die eine unterhaltsame Möglichkeit suchen, die möglicherweise katastrophalen Auswirkungen der globalen Erwärmung der nächsten Generation nahe zu bringen, sicherlich ja. [...] Wie auch Die Reise der Pinguine liefert Arctic Tale atemberaubende Bilder.“

„... this National Geographic production [...] uses its narrative artifice to serve the greater good. [...] The movie’s stunning underwater photography [...] effectively dilutes the saccharine tone.“

„... diese National Geographic-Produktion [...] nutzt den Trick der Erzählung, um dem größeren Ziel zu dienen. [...] Die überwältigenden Unterwasseraufnahmen schwächen den süßlichen Erzählstil wirksam ab.“

„Die Arktis - einstmals bekannt als "das Land, das niemals schmilzt", Lebensraum der Eisbären, Walrosse, Narwale und Polarfüchse - ist heute im Begriff, sich im Ozean aufzulösen. Nirgendwo schmilzt das Eis auf der Erde schneller. Nirgendwo ist der Klimawandel deutlicher zu beobachten. Der Film zeigt uns eindringlich, wie dringend wir handeln müssen und was es zu bewahren gilt.“